# FK Olimpic Sarajevo
FK Olimpic Sarajevo  este o echipă de fotbal din Sarajevo, Bosnia și Herzegovina.

## Lotul actual
Din iulie 2015.
| Nr. |                       | Poziție | Jucător                |
| --- | --------------------- | ------- | ---------------------- |
| 1   | Bosnia și Herțegovina | P       | Dino Hamzić            |
| 5   | Bosnia și Herțegovina | F       | Alem Merajić           |
| 6   | Bosnia și Herțegovina | F       | Bojan Regoje (captain) |
| 7   | Bosnia și Herțegovina | A       | Danijal Brković        |
| 8   | Bosnia și Herțegovina | M       | Veldin Muharemović     |
| 9   | Bosnia și Herțegovina | M       | Dalibor Pandža         |
| 10  | Bosnia și Herțegovina | M       | Sulejman Smajić        |
| 11  | Brazilia              | A       | Hugo Souza             |
| 14  | Bosnia și Herțegovina | F       | Ermin Imamović         |
| 15  | Bosnia și Herțegovina | F       | Jadranko Bogičević     |
| 21  | Brazilia              | A       | Stefan Pereira         |
| 22  | Macedonia de Nord     | F       | Filip Gligorov         |

| Nr. |                       | Poziție | Jucător           |
| --- | --------------------- | ------- | ----------------- |
| 24  | Bosnia și Herțegovina | M       | Kenan Handžić     |
| 33  | Bosnia și Herțegovina | M       | Ervin Jusufović   |
| 55  | Bosnia și Herțegovina | M       | Amer Osmanagić    |
| 80  | Bosnia și Herțegovina | M       | Mak Varešanović   |
| 89  | Bosnia și Herțegovina | F       | Denis Čomor       |
| —   | Macedonia de Nord     | A       | Benjamin Demir    |
| —   | Bosnia și Herțegovina | P       | Irfan Fejzić      |
| —   | Bosnia și Herțegovina | M       | Mahir Karić       |
| —   | Bosnia și Herțegovina | A       | Admir Raščić      |
| —   | Bosnia și Herțegovina | M       | Srđan Stanić      |
| —   | Muntenegru            | M       | Predrag Videkanić |

## Jucători notabili
| - Almedin Hota - Zajko Zeba - Samir Muratović - Munever Rizvić - Samir Abdurahmanović - Dalibor Nedić - Miodrag Nedić - Edin Šopović - Denis Karić - Muamer Vukas |  | - Muamer Jahić - Armin Hrvat - Enes Omerović - Almir Memić - Sead Bučan - Edin Đuderija - Edis Čindrak - Faik Kolar - Emir Obuća - Almir Gredić |